# Transitio

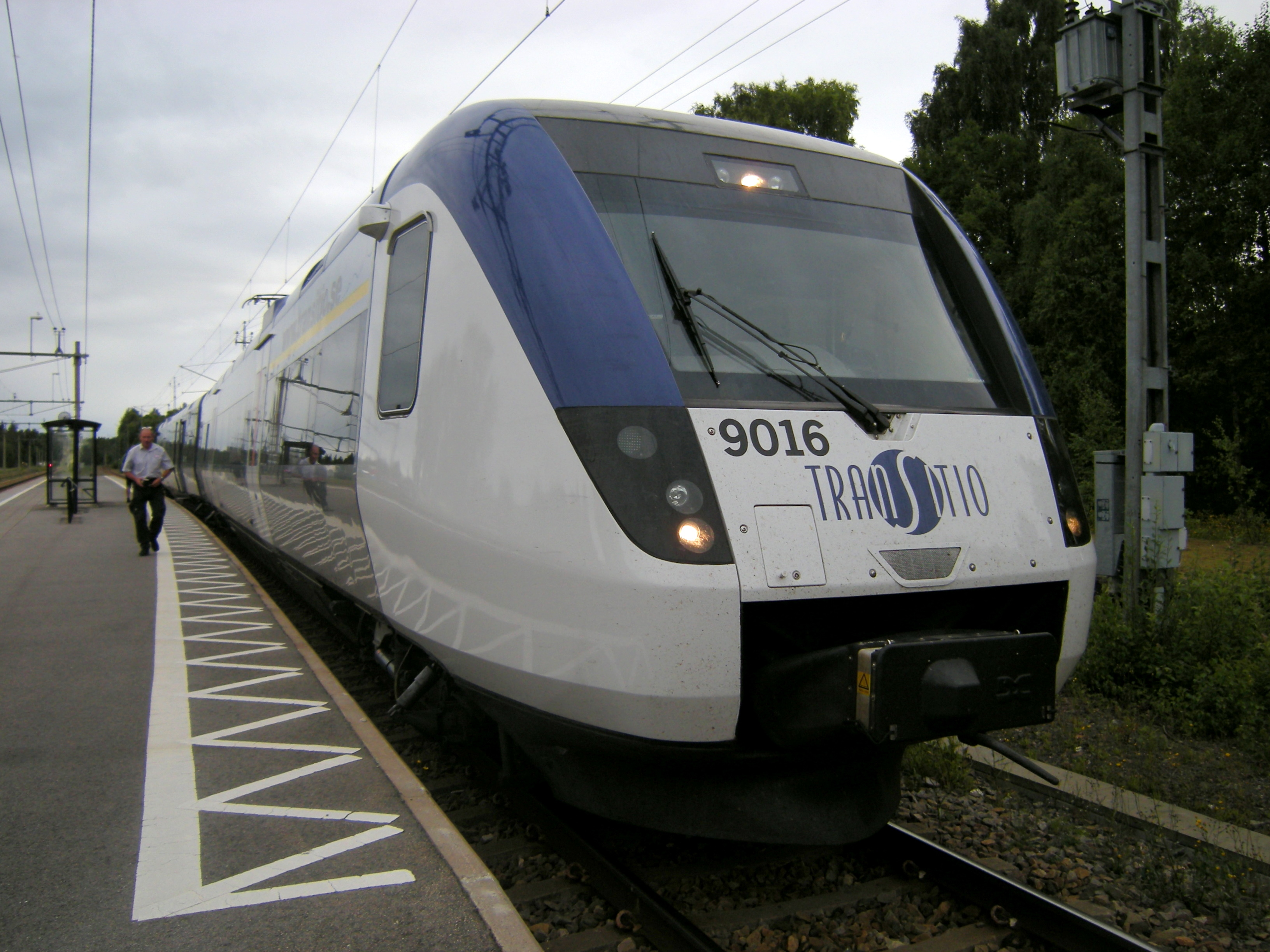
Regina-Triebzug von Transitio in Grängesberg

AB Transitio ist ein schwedisches Leasingunternehmen für Schienenfahrzeuge.
Das Unternehmen erwirbt, finanziert und betreibt Schienenfahrzeuge und vermietet diese im Regelfall an schwedischen Verkehrsgesellschaften. Hauptziel ist es, die Anzahl der Eigentümer für Fahrzeuge zu senken und für hohe Qualität bei Verwaltung und Wartung zu sorgen. Die Aktiengesellschaft wird von 20 lokalen Verkehrsgesellschaften gehalten, von denen jede einen Anteil von fünf Prozent hat.

## Fahrzeuge
Mitte 2016 hatte Transitio 146 eigene Fahrzeuge, die für die Vermietung zur Verfügung stehen. Dies sind:
- 63 Triebzüge des Typs Bombardier Regina, beschafft 2000 bis 2011, die in folgenden Regionen im Einsatz sind:[2]
  - Bergslagen 23
  - Uppland 11
  - Värmland 9
  - Gävleborg 6
  - Västra Götaland 5
  - Västmanland 4
  - Jämtland 1
  - Västernorrland 1
  - Västerbotten 1
  - Reservefahrzeuge 2

2019 beschloss Transitio ein Redesign der Fahrzeugserie einschließlich ergänzender Maßnahmen. Mit den Mietern der Fahrzeuge wurde der erforderliche Umfang ermittelt. Die Arbeiten werden von Bombardier Transportation AB in Västerås durchgeführt.
Von den 63 Fahrzeugen werden 59 überarbeitet. Das erste Fahrzeug soll um die Jahreswende 2020/21 wieder in Betrieb gehen.
- 24 dreiteilige Triebwagenzüge Contessa, zehn Stück davon 2008 beschafft. Ein Teil davon ist bei Öresundståg im Einsatz. Die weiteren Züge wurden am 6. Januar 2013 in Betrieb genommen.[4] Sie sind wie folgt eingesetzt:
  - Halland 8
  - Kronoberg 7
  - Skåne 4
  - Kalmar län 3
  - Blekinge 1
  - Reservefahrzeug 1

- 13 Triebwagenzüge Bombardier Itino, beschafft zwischen 2002 und 2011, die als Y31 und Y32 in folgenden Regionen im Einsatz sind:[5]
  - Värmland 5
  - Västra Götaland 1
  - Jönköping 1
  - Västerbotten 1
  - Kalmar 5
  - Reservefahrzeug 1

- Geliefert wurden 2012 zudem 12 Fahrzeuge vom Typ Alstom Coradia Nordic, die in folgenden Regionen eingesetzt werden:[6]
  - Västerbotten: 3
  - Jämtland 3
  - Norrbotten 3
  - Västernorrland 3

Durch die Beschaffung von Alstom Coradia Nordic wurden auf verschiedenen Strecken ältere Triebfahrzeuge frei, die der Gesellschaft zur Vermietung übertragen wurden. Es sind dies:
- 25 Triebwagenzüge X11, die wie folgt eingesetzt sind:[7]
  - Blekinge 3
  - Kronoberg 3
  - Norrbotten 1
  - Jämtland 1
  - Västernorrland 1
  - Kalmar 7
  - Jönköping 4
  - Skånetrafiken 3
  - Transitio 2

- 5 Triebwagenzüge X14:
  - Tåg i Bergslagen 5 (Örebro, Gävleborg, Dalarna und Västmanland)

- Verschiedene Fahrzeuge sind bei SL Infrateknik AB, einer Tochtergesellschaft von Storstockholms Lokaltrafik, eingestellt.

## Weitere Aufgaben
Neben der Beschaffung von Neufahrzeugen kann die Gesellschaft nach ihrem Betriebskonzept auch gebrauchte Fahrzeuge und Komponenten übernehmen und vermieten. Für die Finanzierung der Fahrzeuge müssen die Verkehrsgesellschaften verbindliche Zusagen geben und Bürgschaften leisten. Dann können sie die Fahrzeuge wie im Eigenbestand befindlich nutzen.
Die Gesellschaft überwacht die Wartung und Prüfung der Fahrzeuge. Sie führt darüber alle notwendigen Aufzeichnungen und stellt bei Bedarf Ersatzfahrzeuge zur Verfügung.

## Neubeschaffungen

### Mälartåg

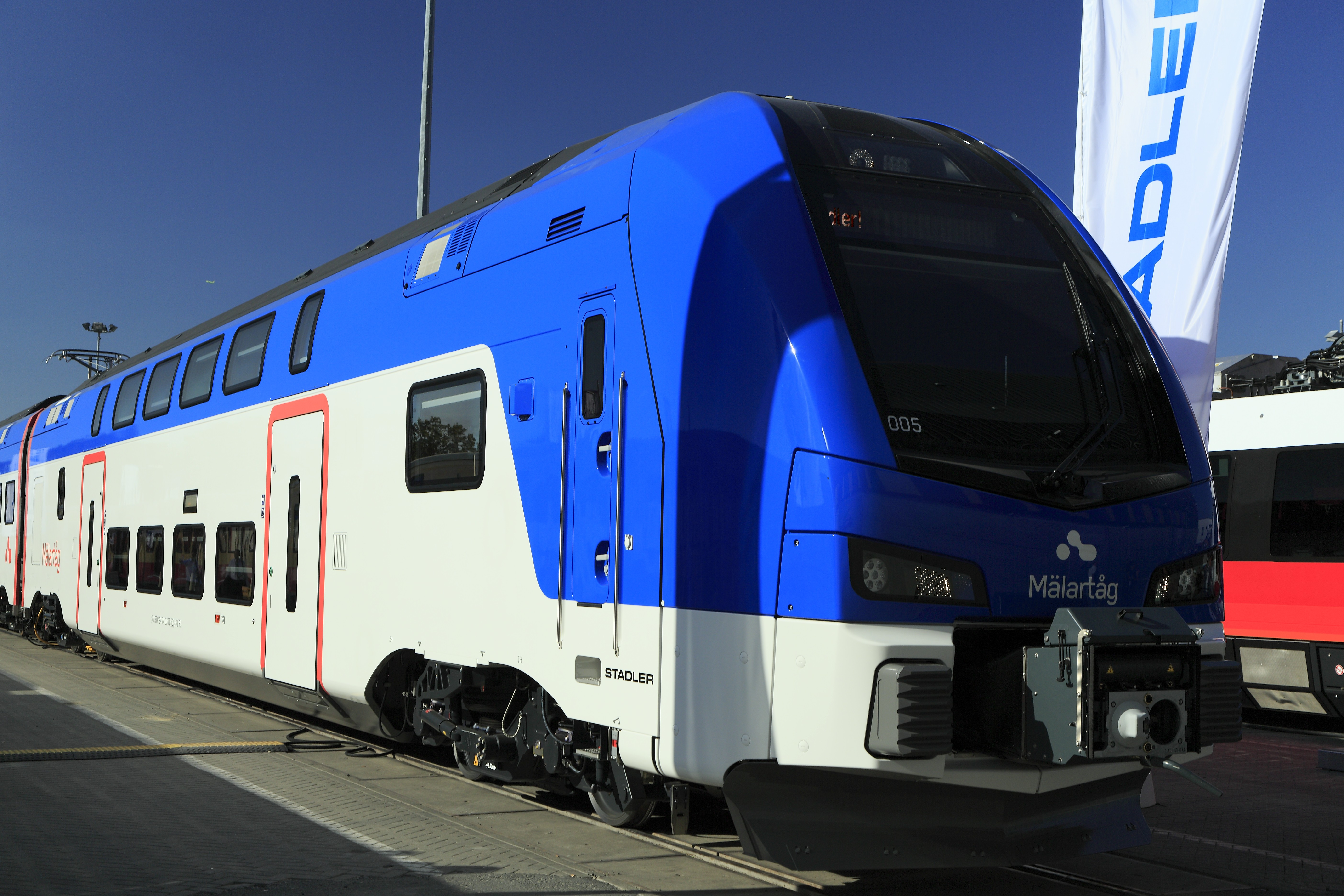
Ab 2019 liefert Stadler 33 4-Wagen-Doppeldeckerzüge des Typs Transitio ER1 an Transitio aus. Hier ein erster Zug auf der InnoTrans 2018 in Berlin, Deutschland

Für die Strecken im Mälardalen werden neue Züge über Transitio erworben, die im Design der zukünftigen Marke Mälartåg von Mälardalstrafik verkehren. Die Züge werden in den Relationen Stockholm–Eskilstuna–Örebro, Stockholm–Nyköping–Norrköping und Sala–Västerås–Eskilstuna–Norrköping eingesetzt und zudem für den Sörmlandspilen zwischen Hallsberg und Stockholm über Katrineholm verwendet werden.
Transitio hat entschieden, Stadler den Auftrag zur Lieferung von 33 druckertüchtigten 4-Wagen-Doppelstockzüge zu erteilen. Die ersten Züge wurden 2019 ausgeliefert, bis 2021 wurden 53 Einheiten in Dienst gestellt.
Der Transitio ER1 ist eine Variante des Stadler KISS, der bereits in mehreren Ländern wie der Schweiz, Österreich, Deutschland und Luxemburg verkehrt. Die neuen Züge wurden an ihre nordeuropäische Umgebung angepasst. Dies betrifft etwa den Winterbetrieb und die Schadensminimierung bei Kollisionen mit Wildtieren. Ähnliche Anpassungen wurden bereits zuvor bei den Stadler Flirt der norwegischen NSB Type 74, NSB Type 75 und Norske tog Type 76, der NSB und den schwedischen VR X74 des VR Snabbtåg Sverige durchgeführt. Der Auftragswert beträgt etwa 3,5 Mrd. SEK. 
Die Züge werden an MÄLAB vermietet, das den Verkehr im Mälardalen betreibt. Transitio ist für die Finanzierung der Züge verantwortlich, für die MÄLAB Sicherheiten geleistet hat.

### Västtrafik
2018 hat Transitio hat 45 Züge des Modells Bombardier Zefiro für den Einsatz bei Västtrafik bestellt. Der erste der dort als Västtrafik X80 bezeichneten Triebzüge wurde Ende 2020 präsentiert und ab 2022 für Test- und Abnahmefahrten verwendet. Im Fahrgastbetrieb sollen die ersten Züge ab Herbst 2025 genutzt werden; die vollständige Auslieferung aller Fahrzeuge ist für 2026 geplant.

### Krösatågen
Im Frühjahr 2021 vereinbarten Transitio, Krösatågen und CAF, dass CAF 28 für den Einsatz bei Krösatågen vorgesehene Triebzüge des Modells CAF Civity für Transitio fertigt. Sie sollen ab 2025 ausgeliefert werden.